# João Paulo e Daniel
João Paulo e Daniel (stylisé João Paulo & Daniel) est un groupe brésilien de country, originaire de Brotas, dans l'État de São Paulo, actif entre 1980 et 1997. Il est formé par les chanteurs José Henrique dos Reis (João Paulo), et José Daniel Camillo (Daniel), tous deux nés à Brotas,. Ils connaissent plusieurs succès au cours de leur carrière, comme la chanson Estou Apaixonado, une reprise de Estoy Enamorado, le principal single du duo.
Le duo se sépare le 12 septembre 1997, lorsqu'un accident de voiture coûte la vie à João Paulo. Ils comptent huit albums studio au cours de leur carrière et ont vendu ensemble plus de 5 millions d'exemplaires.

## Histoire
Les deux hommes sont d'anciens rivaux lorsqu'il s'agit de se produire dans des festivals. À l'époque, João Paulo forme un duo avec son frère aîné, Francisco, sous le nom de Neri e Nerinho, ainsi qu'avec Mineiro, sous le nom de Mineiro e Nerinho, tandis que Daniel chante en solo. Daniel, quant à lui, chantait en solo. Plus tard, les deux amis s'associent, d'abord sous le nom de José Neri e Daniel, puis sous celui de João Paulo e Daniel. En 1985, ils sortent leur premier album, intitulé Amor Sempre Amor,,,.
Le premier succès du duo est Desejo de Amar, qui permet à l'album de se vendre à 90 000 exemplaires. En 1993, ils sortent João Paulo e Daniel Vol. 5, qui contient les tubes Só Dá Você na Minha Vida et Malícia de Mulher, et qui est le premier album du duo à bien se vendre, recevant plus tard un disque de platine,. En 1996, ils sortent l'album João Paulo e Daniel Vol. 7. L'album contient la chanson Estou Apaixonado, une reprise de Estoy Enamorado de Donato e Estefano, qui devient la chanson la plus populaire du duo. Le succès de cette chanson vaut à l'album d'être certifié double disque de platine pour les plus de 500 000 exemplaires vendus. La même année, une chanson inédite du duo, Pirilume, figure sur la bande-son du feuilleton O Rei do Gado.
En avril 1997, le duo sort l'album Vol. 8, qui contient la chanson Te Amo Cada Vez Mais, une reprise de To Love You More de David Foster, enregistrée par la chanteuse Céline Dion. Cet album est l'album le plus vendu du duo, certifié triple platine pour plus de 750 000 exemplaires vendus. Après la mort de João Paulo, l'album Ao Vivo sort en novembre 1997.
Le 12 septembre 1997, à l'aube, João Paulo est victime d'un grave accident de voiture sur la Rodovia dos Bandeirantes et décède sur le coup,. Avec le décès tragique de João Paulo, le duo prend fin et Daniel poursuit une carrière solo. 

## Discographie

### Albums studio
- 1985 : Amor Sempre Amor
- 1987 : Planeta Coração
- 1989 : João Paulo e Daniel Vol. 3
- 1992 : João Paulo e Daniel Vol. 4
- 1993 : João Paulo e Daniel Vol. 5
- 1995 : João Paulo e Daniel Vol. 6
- 1996 : João Paulo e Daniel Vol. 7
- 1997 : João Paulo e Daniel Vol. 8
- 1997 : Ao Vivo